# Cabezas, Mexiko
Cabezas är en ort i Mexiko.   Den ligger i kommunen Puente Nacional och delstaten Veracruz, i den sydöstra delen av landet, 290 km öster om huvudstaden Mexico City. Cabezas ligger 29 meter över havet och antalet invånare är 6 167.
Terrängen runt Cabezas är platt, och sluttar österut. Runt Cabezas är det ganska tätbefolkat, med 172 invånare per kvadratkilometer. Närmaste större samhälle är Zempoala, 8,5 km norr om Cabezas. Trakten runt Cabezas består till största delen av jordbruksmark.